# شاندي
شاندي (بالإنجليزية: Chandi)‏ هي إلهة في الأساطير الهندوسية وشكل من أشكال شاكتي الهندوسي (الطاقة المؤنثة للكون). وأيضًا شكل من أشكال آدي باراشاكتي، مشابه لدورجا. هي واحدة من أكثر الشخصيات روعةً من بين جميع تجسيدات الطاقة الكونية.